# V Governo Regional da Madeira
O V Governo Regional da Madeira foi formado com base nas eleições legislativas regionais de 9 de outubro de 1988, em que o Partido Social Democrata (PPD/PSD) venceu com maioria absoluta. A tomada de posse ocorreu no dia 9 de novembro de 1988.

## Composição
Os membros do V Governo Regional da Madeira eram:
| Retrato | Cargo                                                       | Detentor                                | Partido | Partido | Período                                        |
| ------- | ----------------------------------------------------------- | --------------------------------------- | ------- | ------- | ---------------------------------------------- |
|         | Presidente do Governo Regional                              | Alberto João Cardoso Gonçalves Jardim   |         | PPD/PSD | 9 de novembro de 1988 a 11 de novembro de 1992 |
|         | Vice-Presidente do Governo Regional e Coordenação Económica | Miguel José Luís de Sousa               |         | PPD/PSD | 9 de novembro de 1988 a 10 de janeiro de 1990  |
|         | Secretário Regional da Administração Pública                | Manuel Jorge Bazenga Marques            |         | PPD/PSD | 9 de novembro de 1988 a 11 de novembro de 1992 |
|         | Secretário Regional da Educação, Juventude e Emprego        | Eduardo António Brazão de Castro        |         | PPD/PSD | 9 de novembro de 1988 a 11 de novembro de 1992 |
|         | Secretário Regional do Turismo, Cultura e Emigração         | João Carlos Nunes de Abreu              |         | PPD/PSD | 9 de novembro de 1988 a 11 de novembro de 1992 |
|         | Secretário Regional do Equipamento Social                   | Jorge Manuel Jardim Fernandes           |         | PPD/PSD | 9 de novembro de 1988 a 11 de novembro de 1992 |
|         | Secretário Regional dos Assuntos Sociais                    | Rui Adriano Ferreira de Freitas         |         | PPD/PSD | 9 de novembro de 1988 a 11 de novembro de 1992 |
|         | Secretário Regional da Agricultura e Pescas                 | Francisco de Paula de Sá Perry Vidal    |         | PPD/PSD | 9 de novembro de 1988 a 10 de janeiro de 1990  |
|         | Secretário Regional de Economia                             | José Agostinho Gomes Pereira de Gouveia |         | PPD/PSD | 10 de janeiro de 1992 a 11 de novembro de 1992 |